# Nicholas Cheong Jin-suk
Nicholas Cheong Jin-suk (1931-2021) là một Hồng y người Hàn Quốc của Giáo hội Công giáo Rôma. Ông nguyên là Tổng giám mục Tổng giáo phận Seoul (1998 - 2012) và Chủ tịch Hội đồng Giám mục Hàn Quốc (1996 - 1999).

## Tiểu sử
Hồng y Jin-suk sinh ngày 7 tháng 12 năm 1931 tại Seoul, Hàn Quốc. Sau quá trình miệt mài tu học, ngày 18 tháng 3 năm 1961, Phó tế Jin-suk đã được truyền chức linh mục cho Tổng giáo phận Seoul, bởi Giám mục chủ sự nghi thức là Paul Marie Kinam Ro, Đại diện Tông Tòa Hạt Đại diện Tông Tòa Seuol, với danh hiệu giám mục Hiệu tòa Colbasa.
Ngày 25 tháng 6 năm 1970, Tòa Thánh loan tin chọn linh mục Jin-suk, mới 39 tuổi, làm Giám mục chính tòa Giáo phận Cheongju - (còn gọi với tên khác là Ch’ongju). Ngày 3 tháng 10 sau đó, tân giám mục đã được cử hành nghi thức tấn phong chính thức. Có ba giáo sĩ tham gia chính trong nghi thức này, đó là Chủ phong Paul Marie Kinam Ro, Tổng giám mục Seoul. Hai vị giám mục phụ phong gồm có James Vincent Pardy, M.M., nguyên giám mục chính tòa Cheongju và Giám mục Peter Han Kong-ryel, Giám mục chính tòa Giáo phận Jeonju. Tân giám mục sau đó chọn cho mình khẩu hiệu:Omnibus omnia (nguyên bản tiếng Hàn: 모든 이에게 모든 것).
Ngày 3 tháng 4 năm 1998, ông được thăng làm Tổng giám mục Seoul, cùng với chức danh Giám quản Tông Tòa Giáo phận Bình Nhưỡng (P’yŏng-yang), thuộc Triều Tiên.
Trong Công nghị Hồng y 2006 cử hành vào ngày 24 tháng 3, Giáo hoàng Biển Đức XVI vinh thăng Tổng giám mục Jin-suk tước vị Hồng y Nhà thờ Santa Maria Immacolata di Lourdes a Boccea. Ngày 19 tháng 11 cùng năm, tân Hồng y đã nhanh chóng đến nhận nhà thờ hiệu tòa của mình. Ngày 10 tháng 5 năm 2012, Tòa Thánh chấp thuận đơn xin về hưu của ông, theo Giáo luật. Ông chính thức thôi giữ các hai chức danh Tổng giám mục Seoul và Giám quản Tông Tòa Bình Nhưỡng từ đây.
Ngoài các chức danh chính, ông còn đảm nhận vị trí Chủ tịch Hội đồng Giám mục Hàn Quốc từ năm 1996 đến năm 1999 và là thành viên Hội đồng Hồng y Giải quyết các vấn đề Kinh tế Tông Tòa từ ngày 3 tháng 2 năm 2007 đến ngày 10 tháng 5 năm 2012. Tổng giám mục Jin-suk cũng có đi hành hương Ad Limina cùng giám mục đoàn Hàn Quốc tháng 11 năm 2007. Ông chưa từng dự bất kì công nghị hồng y nào, vì mật nghị hồng y gần nhất là vào năm 2013, ông đã vượt qua hạn mức 80 tuổi.
Ông từ trần ngày 27 tháng 4 năm 2021, thọ 90 tuổi.